# Pleuelstangenverhältnis

Unterschiedliches Pleuelstangenverhältnis bei gleichem Kurbelradius r.

Das Pleuelstangenverhältnis {\displaystyle \lambda _{pl}} (auch Pleuelverhältnis) beschreibt ein Konstruktionsmerkmal bei Hubkolbenmotoren, das Einfluss auf die Kolbenbewegung hat. Es ist definiert als das Verhältnis zwischen Kurbelradius {\displaystyle r} und Länge des Pleuels {\displaystyle l_{\text{pl}}}:
{\displaystyle \lambda _{pl}:={\frac {r}{l_{\text{pl}}}}}
und beträgt bei üblichen PKW-Motoren zwischen 0,28 und 0,33. Die Pleuellänge ist der Abstand der Pleuelaugenmitten (Lagerachsen). Je höher {\displaystyle \lambda _{pl}}, desto größer die Kolbenseitenkräfte. Bei Kolbenmotoren mit Kreuzkopf wird {\displaystyle \lambda _{pl}} in der Regel höher gewählt, da die Seitenkräfte vom Kreuzkopf abgestützt werden. Je höher {\displaystyle \lambda _{pl}}, desto geringer die Pleuelmasse (oszillierende Masse) bei gleicher Festigkeit des Pleuels. Ein niedrigeres {\displaystyle \lambda _{pl}} bei gleichem Kolbenhub führt zu einer steigenden Bauhöhe des Motors.
Der Kehrwert des Pleuelstangenverhältnisses wird Kurbelverhältnis genannt.

## Einzelbelege
1. ↑  Lexikon der Motorradtechnik. Beilage zur Zeitschrift Motorrad, 1978–1980, ISSN 0027-237X, S. 87.